# Chmielno (Basse-Silésie)
Pour les articles homonymes, voir Chmielno.
Chmielno est une localité polonaise de la gmina et du powiat de Lwówek Śląski en voïvodie de Basse-Silésie.